# Alexander Galchenyuk
Alexander Galchenyuk – en russe : Александр Александрович Гальченюк (Aleksandr Aleksandrovič Galčenûk) transcrit en français par : Aleksandr Aleksandrovitch Galtcheniouk – (né le 12 février 1994 à Milwaukee dans l'État du Wisconsin aux États-Unis) est un joueur de hockey sur glace professionnel possédant la double nationalité américaine et biélorusse. Recruté par les Canadiens de Montréal en 2012, cet attaquant passe aux Coyotes de l'Arizona en 2018 pour être ensuite échangé aux Penguins de Pittsburgh la saison suivante.

## Biographie

### Carrière de joueur
En 2010, il remporte le trophée Jack-Ferguson remis annuellement au premier choix du repêchage de la Ligue de hockey de l'Ontario en étant choisi par le Sting de Sarnia. Galchenyuk réalise à sa saison recrue 83 points en 68 matchs. Il est sélectionné dans la première équipe d'étoiles des recrues de la LHO aux côtés de son coéquipier Naïl Iakoupov. Il est sélectionné au deuxième tour en 25e position lors du repêchage d'entrée dans la KHL 2011 par l'Atlant Mytichtchi.
En 2011-2012, sa saison est limitée à deux matchs en raison d'une blessure au genou. Lors du repêchage d'entrée dans la LNH 2012, il est choisi par les Canadiens de Montréal au 3e rang lors du premier tour.
Le 23 juillet 2012, il signe un contrat de trois ans avec les Canadiens. La saison 2012-2013 de la LNH a été retardée à cause d'un lock-out et le calendrier est limité à 48 matchs. Il commence donc sa saison avec le Sting et réalise 61 points pour 27 buts et 34 aides en 33 matchs. Il a également joué le championnat du monde junior de 2013 avec l'équipe des États-Unis et remporte la médaille d'or après une victoire 3-1 contre la Suède.
Une fois le lock-out de la LNH terminé, Galchenyuk est invité au camp d'entraînement des Canadiens et parvient à faire sa place dans l'équipe. Le 19 janvier 2013, il joue son premier match avec les Canadiens face aux Maple Leafs de Toronto. Il marque son premier but à son deuxième match, le 22 janvier contre les Panthers de la Floride. Le 16 décembre 2014, il réalise son premier tour du chapeau lors d'un match contre les Hurricanes de la Caroline au centre Bell. Le 30 juillet 2015, il signe un nouveau contrat avec les Canadiens pour deux saisons et un salaire annuel de 2,8 millions de dollars, et de nouveau pour trois ans et 4,9 millions de dollars par année le 5 juillet 2017.
Le 15 juin 2018, il est échangé aux Coyotes de l'Arizona en retour de l'attaquant Max Domi.
Le 29 juin 2019, il est échangé aux Penguins de Pittsburgh avec Pierre-Olivier Joseph en retour de Phil Kessel, du défenseur Dane Birks et d'un choix de 4e tour en 2021.
Après un court séjour avec les Penguins, il passe au Wild du Minnesota avec Calen Addison et un choix conditionnel de 1re ronde en 2020 en retour de l'attaquant Jason Zucker, le 10 février 2020.
Le 28 octobre 2020, il signe un contrat d’un an et 1,05 million de dollars avec les Sénateurs d’Ottawa.
Le 13 février 2021, après seulement 8 matchs dans lesquels il récolte 1 but et aucune aide, il est échangé avec Cédric Paquette aux Hurricanes de la Caroline contre Ryan Dzingel.
Le 15 février 2021, tout juste acquis des Hurricanes de la Caroline, il change à nouveau d’adresse. Il est échangé aux Maple Leafs de Toronto contre le défenseur David Warsofsky et l'attaquant Iegor Korchkov,.
Pour la saison 2021-2022, il fait un retour avec les Coyotes de l'Arizona, ceux-ci lui accordant un contrat d'un an.
En début de saison 2022-2023, Galchenyuk obtient un essai professionnel avec les Eagles du Colorado, club-école de l'Avalanche. Il récolte sept points en sept matchs dans la LAH et s'entend ensuite sur un contrat à deux volets avec l'Avalanche pour la durée de la saison. Ce contrat lui rapportera 750 000$, à condition qu'il joue dans la LNH. Finalement, il n'aura joué que 11 matchs dans la LNH en saison 2022-2023, récoltant aucun point et obtenant un différentiel de -8.
Le 1er juillet 2023, les Coyotes de l'Arizona s'entendent avec l'Américain sur un contrat d'une saison à deux volets, d'une valeur de 775 000 $. Il passe ensuite un mois de juillet éprouvant. En premier lieu, il est arrêté le 9 juillet pour un délit de fuite à Scottsdale en Arizona. Selon le rapport de police, il aurait proféré des menaces de mort à un policier et aurait également insulté un policier Afro-Américain en émettant des propos racistes. Il est accusé de délit de fuite, de conduite désordonnée, de menaces et d’intimidation, de refus d’obéir et de résistance à une arrestation. Cinq des accusations sont plus tard retirées et il ne doit purger que quelques jours en prison. Les Coyotes mettent un terme à son contrat à peine deux semaines après la signature. On apprend le 26 juillet que Galchenyuk est poursuivi par la Banque de Montréal pour non-respect d'un contrat de 299 466,88 dollars qui datait de 2014 alors qu'il jouait pour les Canadiens de Montréal.
Il fait le saut en KHL en signant le 25 août 2023, un contrat de deux ans avec le SKA Saint-Pétersbourg.

## Vie privée
Alexander Galchenyuk est le fils de Aliaksandr Haltchaniouk, joueur de hockey professionnel retraité biélorusse.

## Statistiques

### En club
| Saison     | Équipe                     | Ligue      |                   | Saison régulière  | Saison régulière  | Saison régulière  | Saison régulière  | Saison régulière |   | Séries éliminatoires | Séries éliminatoires | Séries éliminatoires | Séries éliminatoires | Séries éliminatoires |
| Saison     | Équipe                     | Ligue      | PJ                | B                 | A                 | Pts               | Pun               | PJ               | B | A                    | Pts                  | Pun                  |                      |                      |
| 2009-2010  | Young Americans de Chicago | MWEHL      | 38                | 44                | 43                | 87                | 56                | -                | - | -                    | -                    | -                    |                      |                      |
| 2010-2011  | Sting de Sarnia            | LHO        | 68                | 31                | 52                | 83                | 52                | -                | - | -                    | -                    | -                    |                      |                      |
| 2011-2012  | Sting de Sarnia            | LHO        | 2                 | 0                 | 0                 | 0                 | 0                 | 6                | 2 | 2                    | 4                    | 4                    |                      |                      |
| 2012-2013  | Sting de Sarnia            | LHO        | 33                | 27                | 34                | 61                | 22                | -                | - | -                    | -                    | -                    |                      |                      |
| 2012-2013  | Canadiens de Montréal      | LNH        | 48                | 9                 | 18                | 27                | 20                | 5                | 1 | 2                    | 3                    | 0                    |                      |                      |
| 2013-2014  | Canadiens de Montréal      | LNH        | 65                | 13                | 18                | 31                | 26                | 5                | 2 | 1                    | 3                    | 2                    |                      |                      |
| 2014-2015  | Canadiens de Montréal      | LNH        | 80                | 20                | 26                | 46                | 39                | 12               | 1 | 3                    | 4                    | 10                   |                      |                      |
| 2015-2016  | Canadiens de Montréal      | LNH        | 82                | 30                | 26                | 56                | 20                | -                | - | -                    | -                    | -                    |                      |                      |
| 2016-2017  | Canadiens de Montréal      | LNH        | 61                | 17                | 27                | 44                | 24                | 6                | 0 | 3                    | 3                    | 4                    |                      |                      |
| 2017-2018  | Canadiens de Montréal      | LNH        | 82                | 19                | 32                | 51                | 22                | -                | - | -                    | -                    | -                    |                      |                      |
| 2018-2019  | Coyotes de l'Arizona       | LNH        | 72                | 19                | 22                | 41                | 34                | -                | - | -                    | -                    | -                    |                      |                      |
| 2019-2020  | Penguins de Pittsburgh     | LNH        | 45                | 5                 | 12                | 17                | 10                | -                | - | -                    | -                    | -                    |                      |                      |
| 2019-2020  | Wild du Minnesota          | LNH        | 14                | 3                 | 4                 | 7                 | 6                 | 4                | 0 | 0                    | 0                    | 4                    |                      |                      |
| 2020-2021  | Sénateurs d'Ottawa         | LNH        | 8                 | 1                 | 0                 | 1                 | 6                 | -                | - | -                    | -                    | -                    |                      |                      |
| 2020-2021  | Maple Leafs de Toronto     | LNH        | 26                | 4                 | 8                 | 12                | 14                | 6                | 1 | 3                    | 4                    | 4                    |                      |                      |
| 2020-2021  | Marlies de Toronto         | LAH        | 6                 | 2                 | 6                 | 8                 | 2                 | -                | - | -                    | -                    | -                    |                      |                      |
| 2021-2022  | Coyotes de l'Arizona       | LNH        | 60                | 6                 | 15                | 21                | 32                | -                | - | -                    | -                    | -                    |                      |                      |
| 2022-2023  | Eagles du Colorado         | LAH        | 42                | 16                | 26                | 42                | 22                | 7                | 0 | 3                    | 3                    | 10                   |                      |                      |
| 2022-2023  | Avalanche du Colorado      | LNH        | 11                | 0                 | 0                 | 0                 | 4                 | -                | - | -                    | -                    | -                    |                      |                      |
| 2023-2024  | SKA Saint-Pétersbourg      | KHL        | 61                | 16                | 26                | 42                | 42                | 9                | 2 | 3                    | 5                    | 4                    |                      |                      |
| 2024-2025  | Amour Khabarovsk           | KHL        | Saison en cours ? | Saison en cours ? | Saison en cours ? | Saison en cours ? | Saison en cours ? |                  |   |                      |                      |                      |                      |                      |
| Totaux LNH | Totaux LNH                 | Totaux LNH | 654               | 146               | 208               | 354               | 257               | 38               | 5 | 12                   | 17                   | 24                   |                      |                      |

### En équipe nationale
| Année | Équipe         | Compétition                 |   | PJ | B | A | Pts | Pun | +/-                |  | Résultat |
| 2013  | États-Unis U20 | Championnat du monde junior | 7 | 2  | 6 | 8 | 4   | +2  | Médaille d'or      |  |          |
| 2013  | États-Unis     | Championnat du monde        | 4 | 2  | 0 | 2 | 0   | -3  | Médaille de bronze |  |          |

## Trophées et honneurs personnels

### Midwest Elite Hockey League
- Meilleur pointeur avec 87 points durant la saison 2009-2010

### Ligue de hockey de l'Ontario
- 2010 : remporte le trophée Jack-Ferguson
- Première équipe d’étoiles des recrues pour la saison 2010-2011

### Ligue Nationale de Hockey
- 2016 : remporte la Coupe Molson[N 1] pour la saison 2015-2016[21]